# Conseil européen des 10 et 11 décembre 2020
Le Conseil européen des 10 et 11 décembre 2020 est consacré au plan de relance européen, à la situation épidémiologique concernant la Covid-19 en Europe, à la politique de neutralité climatique de l'UE à l'horizon 2050, aux questions touchant la sécurité de l'UE et aux relations extérieures de l'UE.
Les dirigeants européens s'accordent définitivement sur le plan de relance et le budget européen 2021-2027, trois semaines après le véto de la Hongrie et de la Pologne qui remettait en cause l'accord qualifié d'historique intervenu lors du sommet des Vingt-Sept en juillet dernier.

## CFP 2021-2027 et Next Generation EU
Budapest et Varsovie s'opposaient à un mécanisme conditionnant le versement des fonds européens au respect de l’État de droit. Un compromis a été trouvé par la présidence allemande par lequel ce mécanisme est préservé mais assorti de « clarifications » et laisse la possibilité à ces deux pays de déposer un recours auprès de la Cour de justice de l’UE pour vérifier que le mécanisme État de droit est conforme aux traités. Assurance a aussi été donnée qu’aucune procédure ne sera lancée par la Commission contre ces pays jusqu’à ce que la Cour ne rende son arrêt,.

## Changement climatique
Le Conseil européen approuve un objectif contraignant consistant en une réduction nette des émissions de gaz à effet de serre dans l'UE d'au moins 55 % d'ici 2030 par rapport aux niveaux de 1990, afin d'atteindre l'objectif de neutralité climatique de l'UE à l'horizon 2050, conformément aux objectifs de l'accord de Paris,.

## Sécurité
Les échanges portent sur la lutte contre le terrorisme, et contre l'incitation à la haine, à la violence et à l'intolérance. Les dirigeants demandent que soient intensifiées les actions contre les contenus illicites et à caractère terroriste en ligne. Ils demandent aussi que les bases de données et systèmes d'information européens à la disposition des services répressifs et des autorités judiciaires continuent d'être développés, « en particulier pour ce qui est d'introduire dans les bases de données des informations pertinentes concernant les personnes qui représentent une menace grave de terrorisme ou d'extrémisme violent ».
Sur ce même sujet, les négociateurs du Parlement européen et des Etats membres sont parvenus 10 décembre à un accord pour l’adoption d’un règlement visant à faire retirer par les plates-formes les contenus « à caractère terroriste » sur Internet dans un délai d’une heure à la suite de l'émission d'une injonction de suppression par une autorité nationale compétente,.

## Relations extérieures
Les dirigeants ont déclaré qu'ils étaient prêts à discuter de priorités communes avec le nouveau président des États-Unis.
Les échanges portent essentiellement sur les relations de l'UE avec la Turquie dans le contexte de la situation d'ensemble en Méditerranée orientale. Les Vingt-Sept sont divisés sur l'ampleur des mesures à adopter en réponse aux actions turques. Les dirigeants adoptent des sanctions minimales contre la Turquie, qui visent les responsables des opérations d’exploration gazière en Méditerranée, et renvoient à plus tard des mesures plus lourdes à l’égard du régime d’Erdoğan,.

## Sources

#### Documents de l'UE
- « Conseil européen, 10-11 décembre 2020 », sur Consilium, 11 décembre 2020.
- « Conclusions du Conseil européen, 10 et 11 décembre 2020 », sur Consilium, 11 décembre 2020.
- « Multiannual Financial Framework (MFF) 2021-2027 and Recovery Package - Regulation of the European Parliament and of the Council on a general regime of conditionality for the protection of the Union budget », sur Consilium, 30 septembre 2020.
- (en) « Regulation of the European parliament and of the Council on a general regime of conditionality for the protection of the Union budget », sur Parlement européen, 5 novembre 2020.
- « Action menée par l'UE face à la menace terroriste », sur Consilium, décembre 2020.

#### Articles
- Anne Rovan, « Les Vingt-Sept parviennent à débloquer le plan de relance post-Covid », Le Figaro,‎ 10 décembre 2020 (lire en ligne).
- Virginie Malingre, « Le plan de relance européen est débloqué », Le Monde,‎ 11 décembre 2020 (lire en ligne).
- « Les dirigeants de l’Union européenne s’accordent pour réduire d’au moins 55 % leurs émissions de CO2 d’ici à 2030 », Le Monde,‎ 11 décembre 2020 (lire en ligne).
- Jean-Pierre Stroobants, « Divisés, les Vingt-Sept adoptent des sanctions minimales contre la Turquie », Le Monde,‎ 11 décembre 2020 (lire en ligne).
- « Covid-19, plan de relance, Brexit... Les cinq dossiers sensibles au programme du sommet européen », Franceinfo,‎ 10 décembre 2020 (lire en ligne).

## Compléments